# Szarcula (przełęcz)
Szarcula (759 m n.p.m.) – płytkie siodło w Paśmie Baraniej Góry i Skrzycznego w Beskidzie Śląskim, w głównym grzbiecie wododziałowym Polski, dzielącym dorzecza Wisły i Olzy (Odry). Siodło znajduje się w grzbiecie biegnącym od Karolówki na zachód, w kierunku Pasma Stożka i Czantorii, między szczytem Kubalonki (830 m) na północnym zachodzie a wzniesieniem Szarculi (803 m) na południowym wschodzie.
Nazwa przełęczy jest pozostałością po istniejącej tu niegdyś polanie, będącej w XVII–XVIII w. żywym ośrodkiem szałaśnictwa. Pochodzi od nazwiska Szarzec, wymienionego już w spisie osadników Wisły z 1722 r.
Przez przełęcz Szarcula prowadzi szosa z przełęczy Kubalonka do doliny Czarnej Wisełki (koło Zameczku), która tu przewija się z południowej strony grzbietu (dorzecze Olzy) na jego stronę północną (dorzecze Wisły). Przez przełęcz prowadzi także granica między miejscowościami Wisła i Istebna.
Na przełęczy znajduje się skrzyżowanie szlaków turystycznych: znaków czerwonych Głównego Szlaku Beskidzkiego z Kubalonki na Baranią Górę ze znakami żółtymi biegnącymi z Wisły Głębców do Istebnej. W odległości około 300 m na południowy wschód od przełęczy przy czerwonym szlaku turystycznym znajduje się Dorkowa Skała.

## Szlaki turystyczne
– czerwony z przełęczy Przełęczy Kubalonka – 0:15 godz. w obie strony
 – czerwony ze Schroniska PTTK na Przysłopie pod Baranią Górą przez Stecówkę – 2:15 godz., 2:30 godz. z powrotem
 – żółty z Istebnej – 1 godz. w obie strony

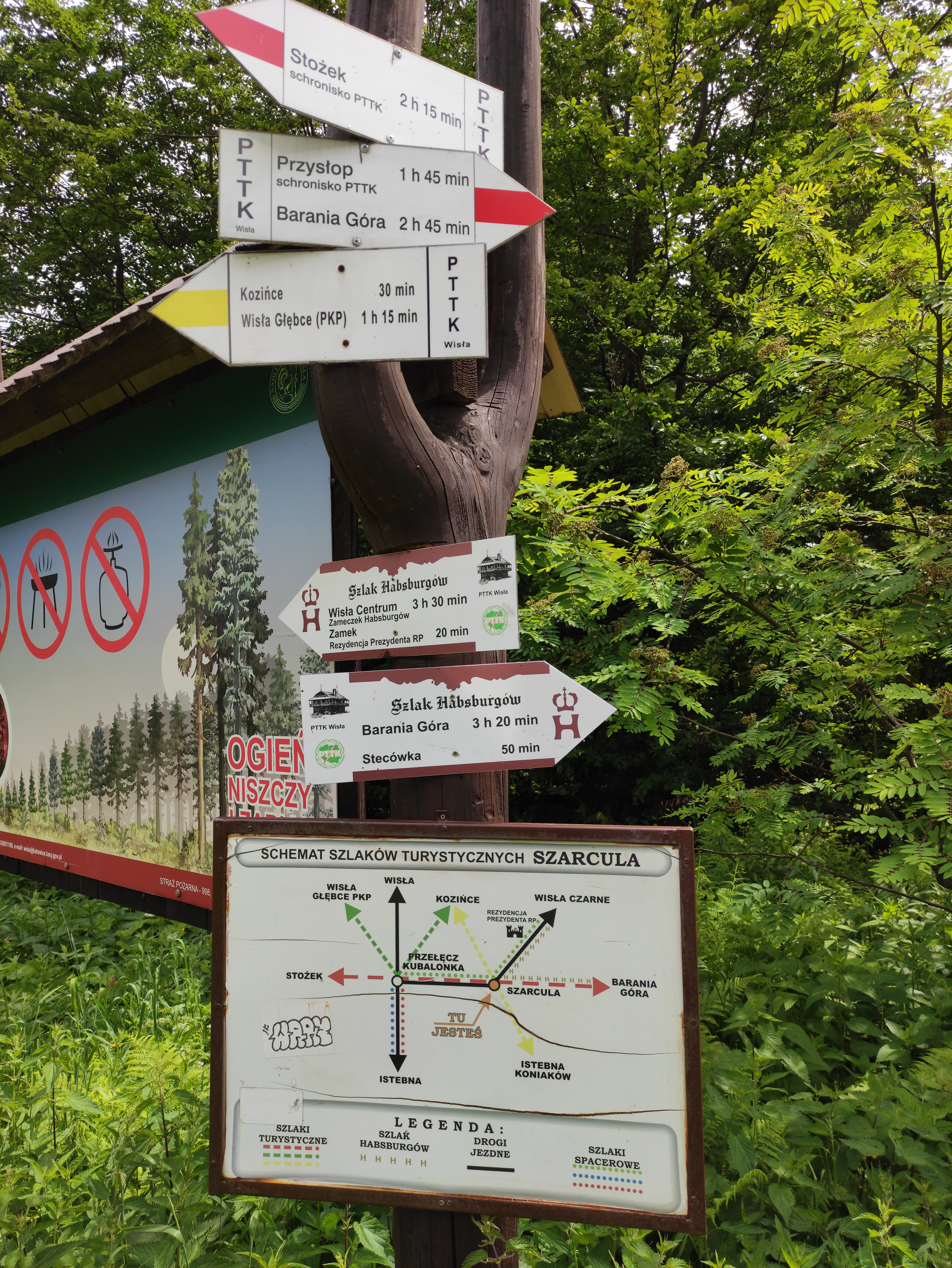
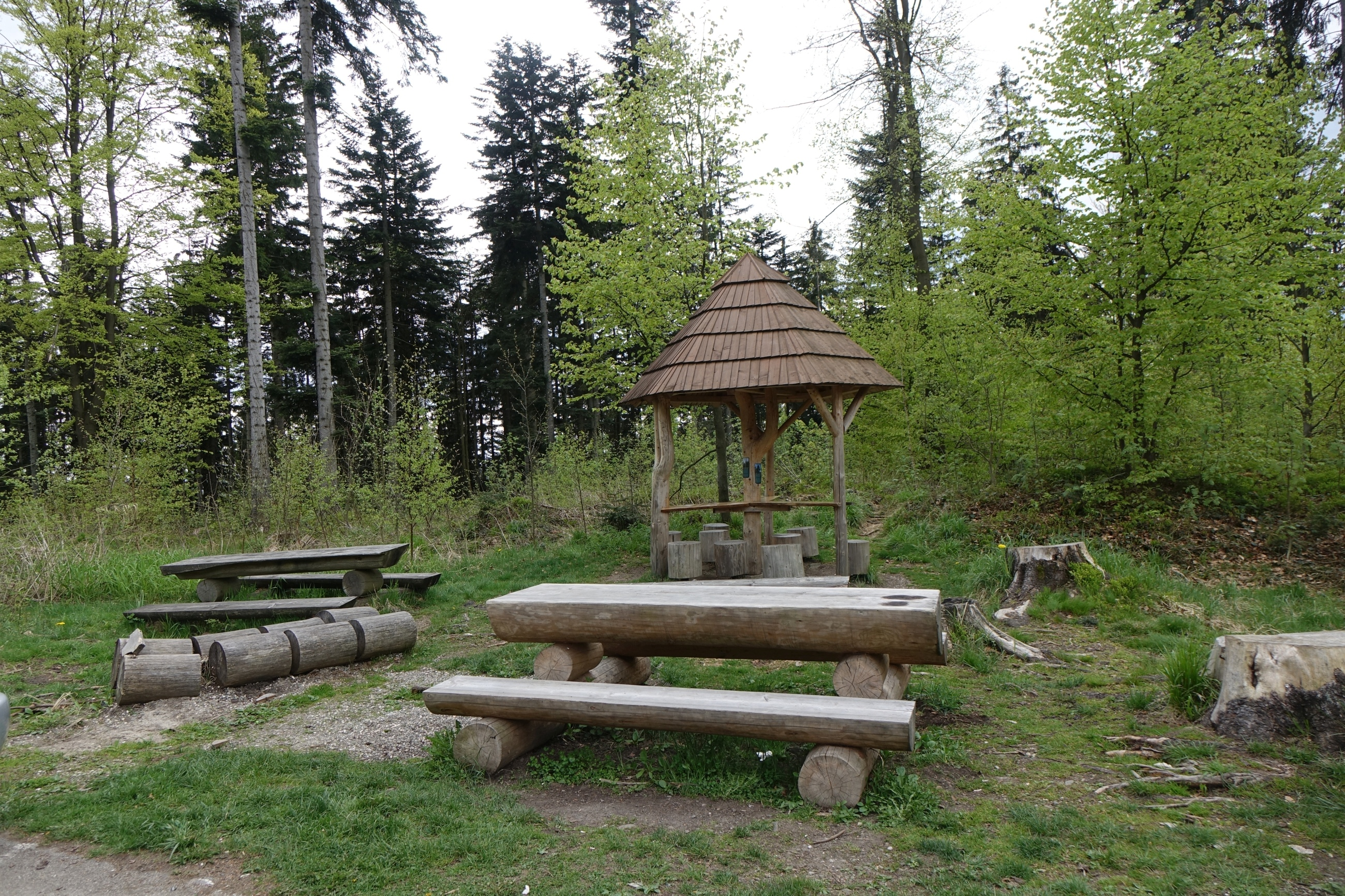
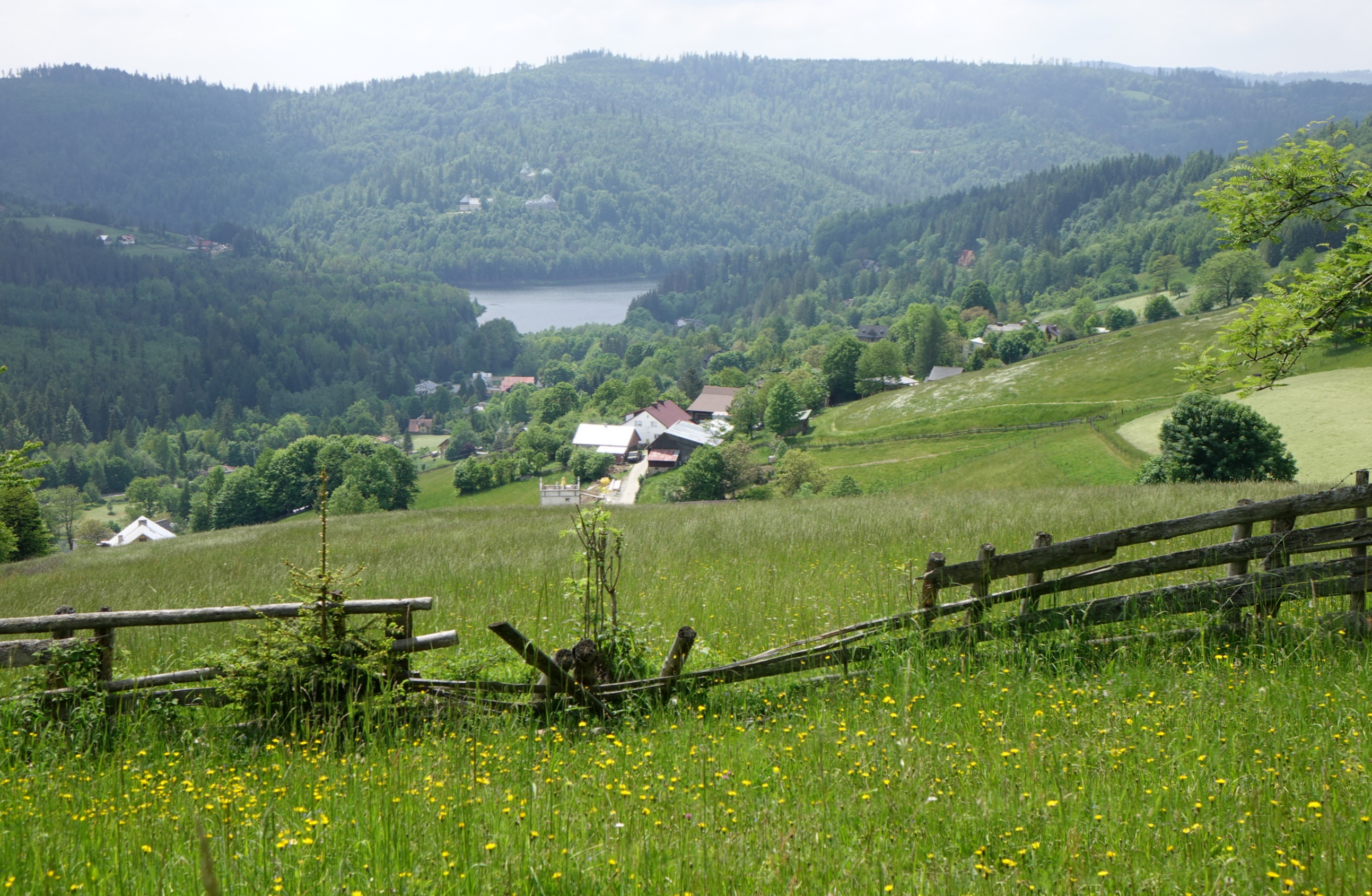
Jezioro Czerniańskie, nad nim Szarcula, przełęcz Szarcula i Kubalonka
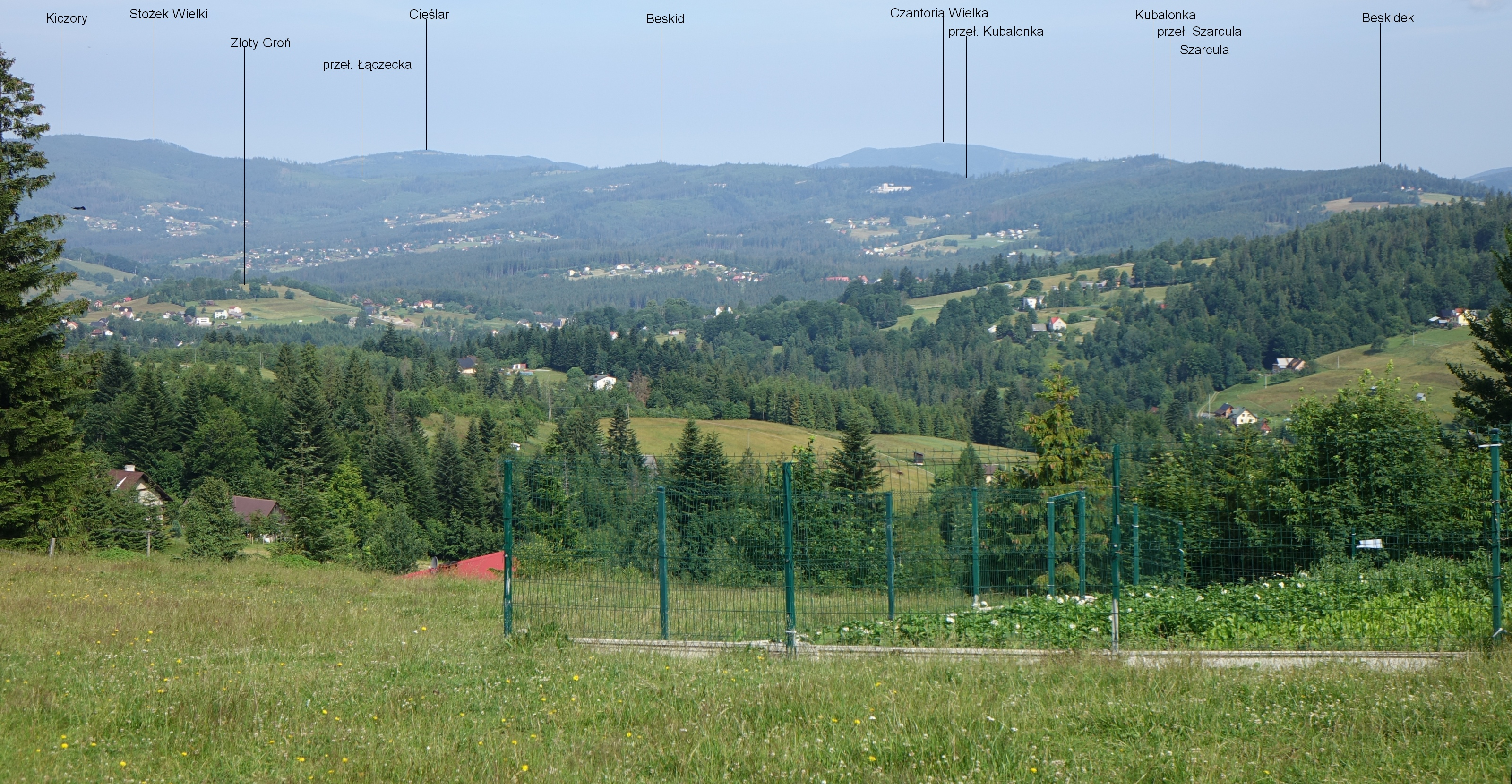
Widok z Koniakowa